# Lorum

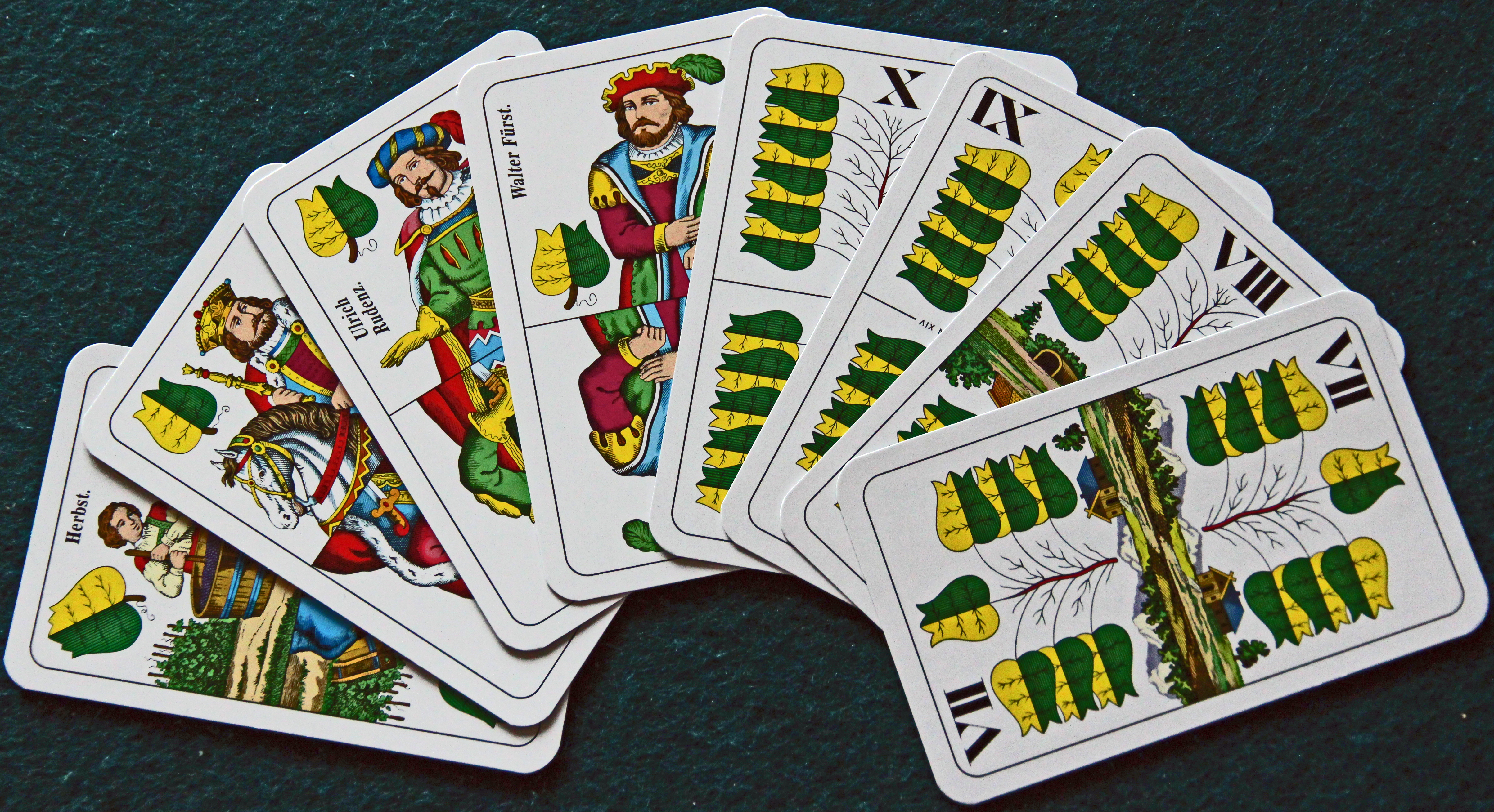
Die Farbe Laub im doppeldeutschen Blatt

Lorum ist ein Kartenspiel für 4 Personen. Es wird mit einem deutschen Blatt (32 Karten; Eichel, Grün, Rot, Schellen; Reihenfolge: Sieben, Acht, Neun, Zehn, Unter, Ober, König, Ass) gespielt und besteht aus einer Folge von 8 unterschiedlichen Einzelspielen. Jedes dieser Einzelspiele wird viermal (Einzelspiel-Runde) gespielt. Eine Runde Lorum umfasst damit 32 Einzelspiele und dauert bei zügigem Spiel etwa 1 ½  Stunden. Kartengeben und Anspielen (erstes Ausspielen) gehen reihum. Derjenige, der einen Stich einnimmt, spielt anschließend aus. Die beim Ausspielen geforderte Farbe ist zu bedienen; hat man die geforderte Farbe nicht (mehr), kann eine beliebige andere Karte abgeworfen werden. Unter Beachtung der Bedien-Regel kann der Spieler frei entscheiden, welche Karte er ausspielt bzw. zugibt. Bei jedem Spiel werden in unterschiedlicher Weise Punkte vergeben, die für jeden Mitspieler einzeln addiert werden. Gewonnen hat, wer am Schluss die wenigsten Punkte hat. Eine häufige Variation zählt nicht Punkte, sondern spielt mit Bohnen und Pfennigen (oder anderen kleinen Münzen).
Spielen nur 3 Personen, werden die Schellen Sieben und Acht beiseite gelegt und jeder Spieler erhält 10 Karten anstelle 8. Das Gesamtspiel reduziert sich dann auf 3 Einzelspielrunden, also 3 × 8=24 Einzelspiele. Beim Lorum selbst (Spiel 8) werden die zwei belegten Karten bei den bereits ausgelegten Karten angelegt oder eingefügt wenn sie entsprechend passen.

## Einzelspiele
1.	Rote (Herz)
Beim Anspielen (erster Stich) darf keine rote Karte ausgespielt werden (außer der Anspielende hat nur rote Karten); eine rote Karte abzuwerfen ist im ersten Stich verboten (außer der Auswerfende hat nur rote Karten). In den weiteren Stichen ist das Auswerfen von roten Karten aber nicht verboten, wenn man die geforderte Farbe nicht bedienen kann. Jede rote Karte im Stich zählt für den Spieler 1 Punkt.
2.	Ober
Jeder Ober im Stich zählt 2 Punkte. Im ersten Stich darf kein Ober ausgelegt oder beigelegt werden, außer der beiliegende (nicht auslegende) Spieler hat nur den Ober in der gespielten Farbe ("hat den Ober blank"). In den weiteren Stichen ist das Auswerfen von Obern aber nicht verboten, wenn man die geforderte Farbe nicht bedienen kann. 
3.	Stiche
Jeder Stich zählt 1 Punkt.
4.	Erster und letzter Stich
Nur der erste und der letzte (achte/zehnte mit 3 Spielern) Stich zählen jeweils 4 (Variation: fünf) Punkte.
Kurz-Variante:
Es werden nach sehr gutem Mischen nur jeweils zwei Karten je Spieler ausgegeben und der Reststapel ohne weiteres Mischen zum nächsten Geber weitergereicht. Der Anspielende spielt zum 1. Stich eine der beiden Karten aus. Derjenige, der den Stich übernimmt, spielt dann zum "letzten" Stich aus. Natürlich muss bedient werden, wenn man kann. Auch hier zählt jeder Stich 4 (oder 5) Punkte.
5.	Fünfter Stich (Variation: Sechster Stich)
Nur der fünfte (sechste) Stich, nach dem das Spiel abgebrochen wird, zählt acht (fünf) Punkte.
Variante zu Fünfter Stich: Alle Könige. Jeder König im Stich zählt 8 Punkte.
6.	Roter König (Variation: Der Blinde)
Nur der rote König im Stich zählt:
- im ersten Stich 					16 Punkte
- vom zweiten bis zum siebenten Stich			 8 Punkte
- im letzten Stich					32 Punkte
- vor dem Anspielen für den letzten Stich angesagt	64 Punkte

In der "blinden" Variation werden die Karten nicht aufgedeckt und erst eine nach der anderen beim Ausspielen gesehen. Wer den roten König im Stich hat, bekommt 5 Punkte. Falls ein Spieler die Karten ansieht, bekommt dieser zusätzlich 5 Punkte, und es wird neu gemischt und ausgegeben vor dem Spiel.
7.	Quart(el)
Der Anspielende beginnt mit dem Hinlegen einer beliebigen Karte (Variation: muss ein Unter sein). Anschließend legen die nächsten Spieler jeweils eine weitere gleiche Karte einer anderen Farbe aus oder legen an die bereits liegenden Karten die jeweilige folgende Karte nach oben an (Variation: anlegen erfolgt von den Untern nach oben (Ober …) oder unten (Zehn …)). Dem Ass folgt die Sieben (bei der  Unter-Variation endet die Serie mit Ass nach oben und Sieben nach unten). Wenn ein Spieler nichts anlegen kann und keine passende Karte mehr zum Auslegen hat, setzt er aus; freiwilliges Aussetzen ist nicht zulässig. Jedes Aussetzen ("Schieben") kostet einen Punkt. Sobald der erste Spieler seine letzte Karte abgelegt hat, werden für alle anderen Spieler die in der Hand verbliebenen Restkarten mit je 1 Punkt bewertet. (Variation: Das Spiel wird fortgesetzt, bis der nächste Spieler seine letzte Karte abgelegt hat; die dann noch vorhandenen Restkarten ergeben zusätzlich jeweils 2 Punkte. Hat auch der dritte Spieler seine letzte Karte abgelegt, zählen die Restkarten des Letzten zusätzlich je 3 Punkte.)
8.	Lorum – das namengebende Spiel
Zur ausgespielten Karte sind in offener Spielerfolge die 3 nach oben folgenden Karten der beim Ausspielen geforderten Farbe hinzu zu geben, es sei denn, es sind keine direkt folgenden höheren Karten mehr im Spiel. Den Stich übernimmt derjenige, der die letzte Karte der Folge gelegt hat; er spielt anschließend aus. Hat ein ausspielberechtigter Spieler eine aktuell höchste Karten auf der Hand (regelmäßig alle Asse, aber auch eine Sieben wenn die Acht der gleichen Farbe schon ausgespielt wurde), kann er sie als „hoch“ weglegen ("frei machen"). Das Spiel endet, sobald der erste Spieler – nicht unbedingt der aktuell Ausspielende – seine letzte Karte abgelegt hat. Die bei den anderen Spielern in der Hand verbliebenen Karten zählen jeweils 1 Punkt.

## Punkte und Bohnen
Das Spiel kann entweder mit Punktezählen bewertet werden, oder alternativ in klassischer Weise durch Bohnen erwerben / verlieren gewonnen werden.
Falls Bohnen benützt werden erhält jeder Spieler am Anfang 20 Bohnen, und einen Pfennig (oder andere entsprechende Münze). Zusätzlich gibt es eine Kasse, die leer anfängt. Anstelle Punkte aufzuschreiben werden Bohnen entweder in die Kasse oder an gewinnende Spieler gezahlt. Der Rote König, der Erste und Letzte Stich, und der Fünfte (oder Sechste) Stich werden in die Kasse gezahlt. Falls bei den Roten und den Obern es einen oder zwei Spieler gibt, welche keine Roten oder Obern im Stich hatten, oder bei den Stichen keinen Stich hatten, erhalten diese Spieler die 8 Bohnen entsprechend aufgeteilt (also entweder 1 Spieler erhält alle 8, oder 2 Spieler jeweils 4 Bohnen); ansonsten werden die Bohnen in die Kasse gezahlt. Das Quart und das Lorum werden an den gewinnenden Spieler ausgezahlt, beim Lorum erhält diese zusätzlich den Inhalt der Kasse. Falls einem Spieler die Bohnen ausgehen kann dieser von einem anderen Spieler oder von der Kasse 20 Bohnen für den Pfennig kaufen (der Verkauf kann nicht verweigert werden falls der andere Spieler oder die Kasse genügend Bohnen hat). Gewonnen hat am Ende der (oder die) Spieler, welcher die meisten Bohnen hat.